# Marcin Brictius
Marcin Brictius (ur. 10 listopada 1665 w Reszlu, zm. 25 maja 1727 w Braniewie) – jezuita, pedagog, kaznodzieja, egzegeta Pisma Świętego, rektor kolegium jezuickiego w Braniewie.

## Życiorys

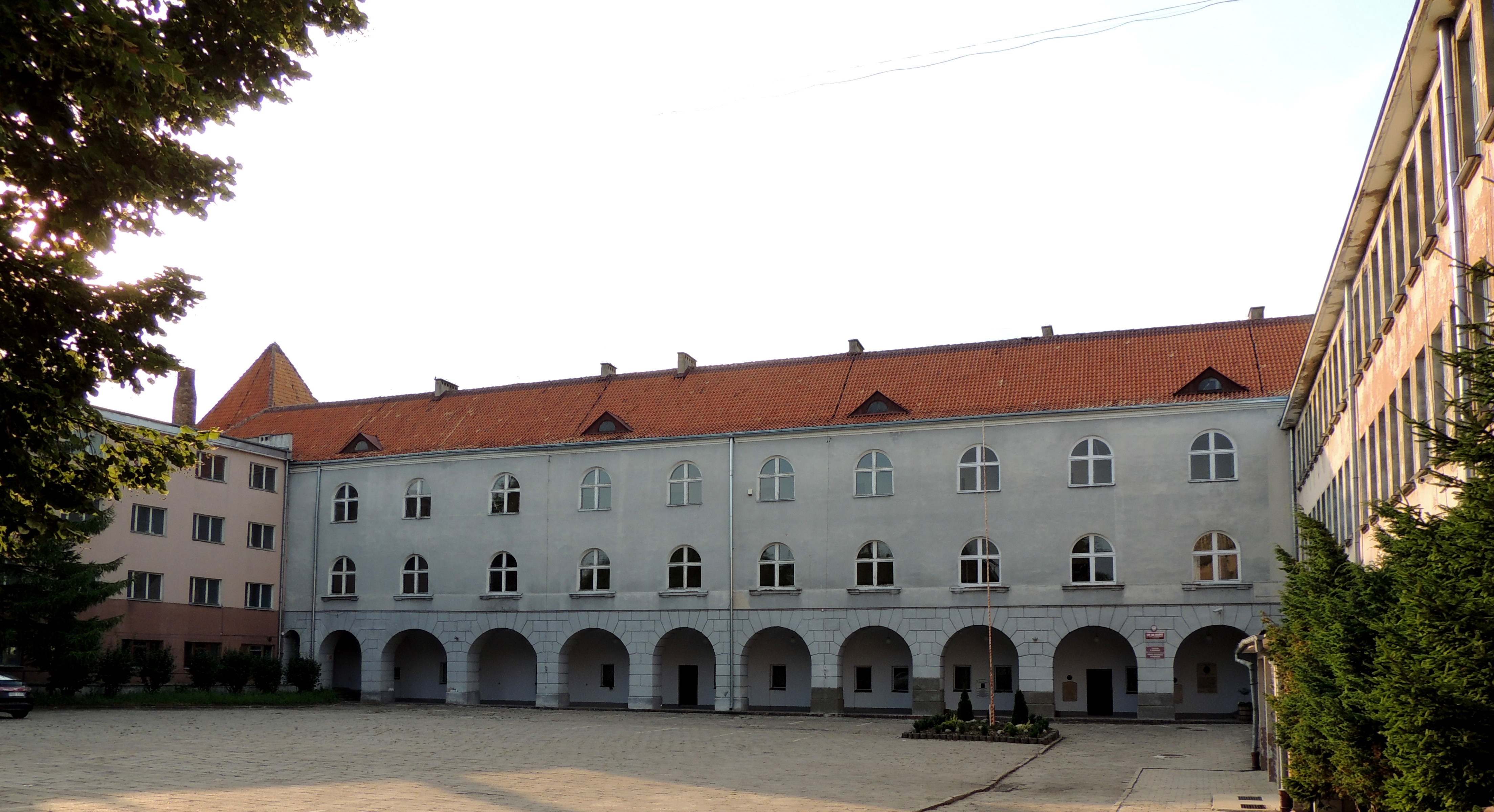
Kolegium jezuitów w Braniewie, którego profesorem i rektorem był o. Brictius

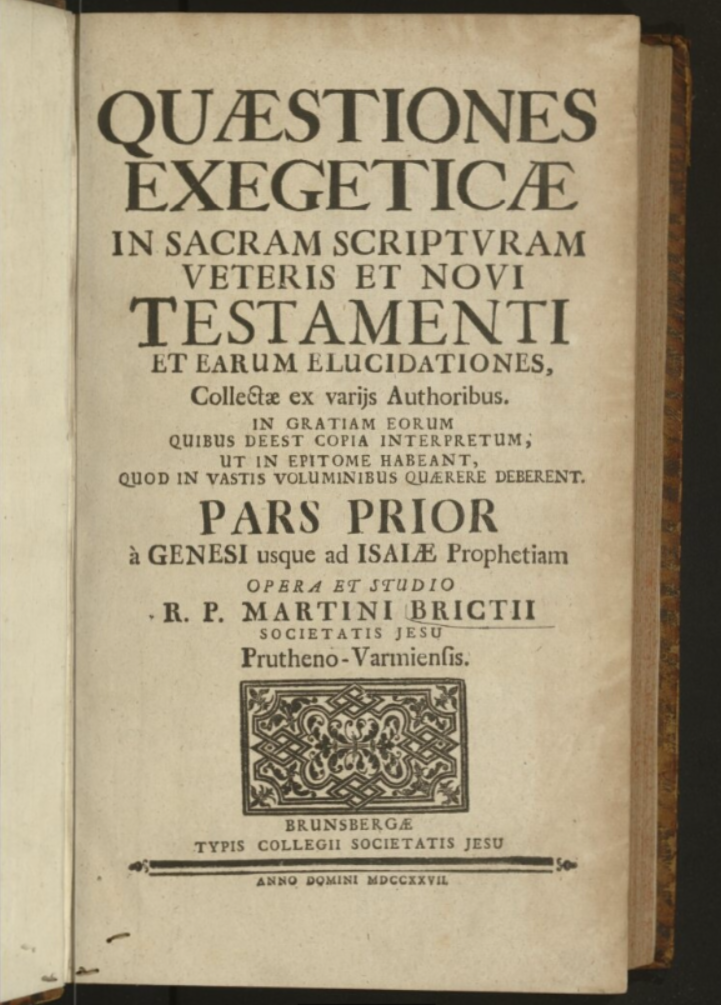
Quaestiones..., Braniewo 1727

Urodził się w Reszlu na Warmii w rodzinie Andrzeja i Katarzyny. W 1679 rozpoczął naukę w Reszlu. 22 sierpnia 1686 wstąpił do zakonu jezuitów w Braniewie. W latach 1686–1688 odbył nowicjat w Wilnie. Śluby zakonne złożył 4 marca 1702. Najpierw przez 3 lata nauczał w Reszlu (1688–1691), następnie ukończył studia teologiczne w kolegium jezuitów w Braniewie (1691–1695). W latach 1697–1700 był misjonarzem i profesorem szkół w Królewcu, w latach 1700–1701 był misjonarzem dworskim w Poszawszu. Po jednym roku był profesorem retoryki w progimnazjum w Reszlu (1701–1702), teologii moralnej w Krożach (1702–1703) oraz misjonarzem w Świętej Lipce (1703–1704). W latach 1707–1713 był prefektem drukarni, bursy i biblioteki w Braniewie. W latach 1713–1717 pełnił funkcję superiora w Królewcu, 1717–1720 rektora w szkole w Reszlu. Powrócił do Braniewa, gdzie spędził resztę życia, jako prefekt drukarni (1720–1723) i rektor Kolegium Jezuitów, którą to funkcję sprawował aż do swojej śmierci dnia 25 maja 1727 roku. Tamże został pochowany. W ostatnich latach (od 1722) kierował budową kościoła pw. Świętego Krzyża wznoszonego na obrzeżach Braniewa.
Był wybitnym kaznodzieją i biblistą. Był autorem powszechnie wykorzystywanego w seminariach przez nauczycieli i studiujących dwutomowego dzieła liczącego 756 stron in folio, komentarza do Pisma Świętego Starego i Nowego Testamentu pt. Quaestiones exageticae in Sacram Scripturam Veteris et Novi Testamenti, wydanego w Braniewie w 1727 roku. Opierał się na tekście Wulgaty, uwzględniając jednak w swych objaśnieniach języki arabski i hebrajski. Praca ta świadczyła o dużej erudycji autora i oczytaniu zarówno w dziełach Ojców Kościoła, jak również w literaturze antycznej, arabskiej i hebrajskiej.
Wspólnie z biskupem Załuskim tłumaczył na język łaciński dukumenty z życia politycznego Rzeczypospolitej z lat 1667–1711. To dzieło wydane w trzech tomach w Braniewie pod tytułem Epistolae historico familiares stanowi współcześnie nieocenione źródło historyczne.
Jan Brictius (ur. 1654 w Reszlu), doktor teologii, pisarz ascetyczny i pedagog, był prawdopodobnie jego bliskim krewnym.